# Stepfather II
Stepfather II (en idioma inglés, Padrastro 2) es una película estadounidense presentada como la primera secuela de la película El padrastro. Stepfather II es una película de terror del subgénero slasher con elementos del género thriller. Fue dirigida por Jeff Burr y estrenada en 1989; el papel del protagonista principal está nuevamente a cargo de Terry O'Quinn.

## Trama
Aunque todo indicaba que el protagonista homicida (Terry O'Quinn) había muerto en la primera película, se revela que en realidad estuvo recluido en un hospital psiquiátrico. Pero finalmente logró escapar tras asesinar a quienes lo retenían. Una vez libre cambia su nombre a Gene Clifford, se muda a un pequeño pueblo y comienza a trabajar como consejero matrimonial. Así conoce a su vecina Carol (Meg Foster) y a su hijo Todd (Jonathan Brandis) que parecen ideales para formar una familia, además de estar ellos encantados con él.
Sin embargo, la aparición del irresponsable esposo de Carol, además de otros vecinos problemáticos, ponen en peligro el objetivo de Clifford de una familia idea, por lo que una vez más matará a quienes interfieran.

## Secuelas
- Stepfather III (1992)